# Niebuszewo

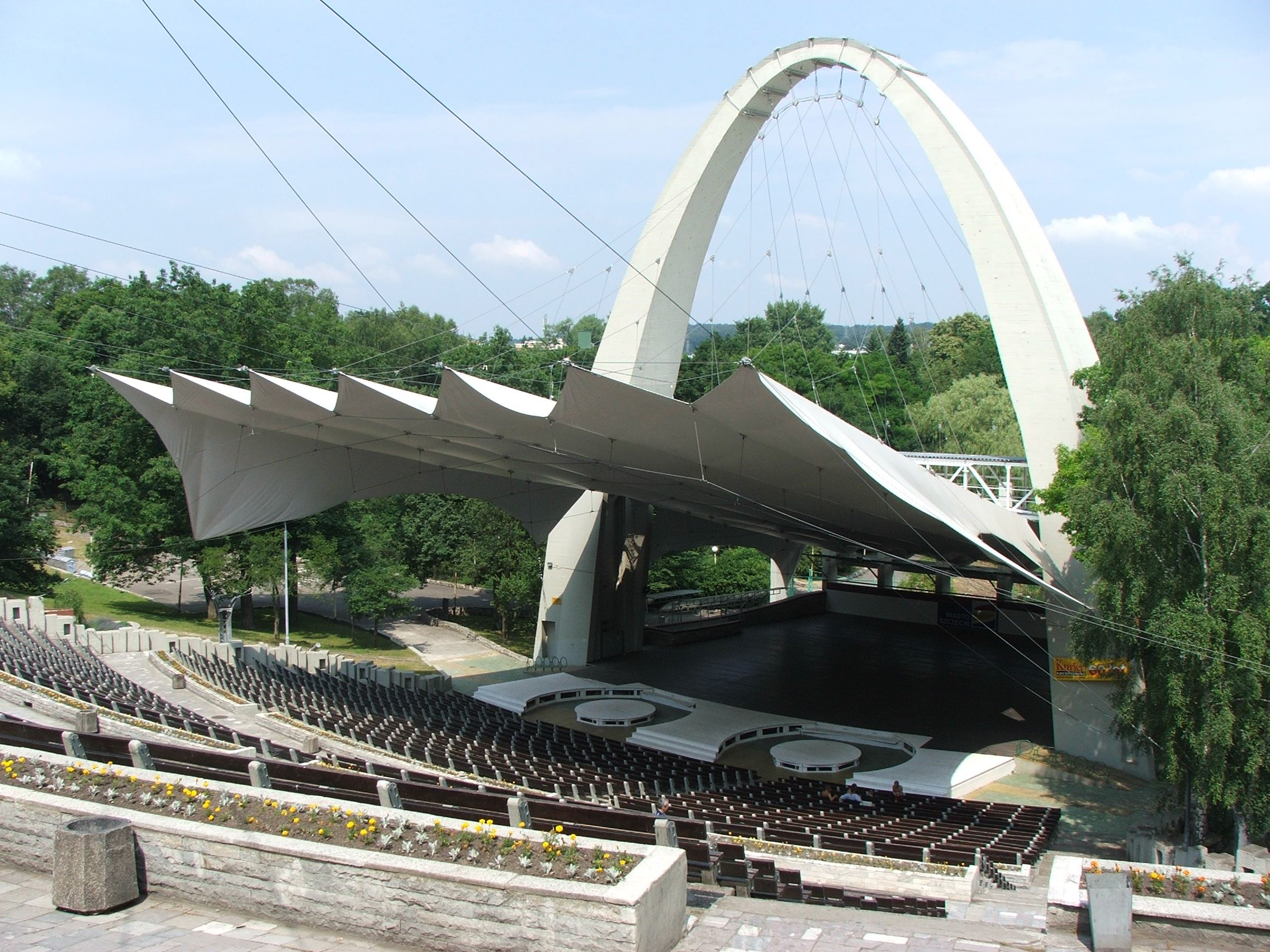
L'anfiteatro a Niebuszewo

Niebuszewo (pronuncia: [ɲɛbu'ʂɛvɔ]; tedesco: Zabelsdorf) è una suddivisione amministrativa della città di Stettino. Principalmente ha i funzioni residenziali, vi vivono 16.457 persone.
A Niebuszewo si trova anche uno dei più grandi parchi della città, Park Kasprowicza, in cui è stato costruito un anfiteatro.